# Essential (Matia Bazar)
Essential è la ventiduesima raccolta dei Matia Bazar, pubblicata su CD dalla EMI Italiana (catalogo 999 6 24114 2) nel 2012.

## Descrizione
Raccolta, non presente sul sito ufficiale, facente parte dell'omonima collana della EMI che prevede normalmente un unico CD con i successi 'Essenziali' di un artista o di un gruppo italiano o straniero.
I brani sono rimasterizzazioni provenienti dalla raccolta Souvenir: The Very Best of Matia Bazar del 1998, eccetto Ma perché e Tu semplicità che sono i remaster presenti in The Best Platinum Collection (2007).
Tutte le canzoni sono cantate da Antonella Ruggiero.
Nessun inedito presente, né singolo estratto da questa raccolta.

## Tracce
L'anno indicato è quello di pubblicazione dell'album o del singolo che contiene il brano.
1. Ti sento – 4:15 (testo: Aldo Stellita – musica: Sergio Cossu, Carlo Marrale) – 1985
2. Vacanze romane – 4:14 (testo: Giancarlo Golzi – musica: Carlo Marrale) – 1983
3. Solo tu – 3:28 (testo: Aldo Stellita – musica: Piero Cassano, Carlo Marrale) – 1977
4. Per un'ora d'amore (versione album) – 3:58 (testo: Giovanni Belfiore, Aldo Stellita – musica: Piero Cassano, Carlo Marrale) – 1976
5. Stasera... che sera! – 3:23 (testo: Aldo Stellita – musica: Piero Cassano, Carlo Marrale) – 1976
6. Ma perché[3] – 3:23 (testo: Aldo Stellita – musica: Piero Cassano, Carlo Marrale) – 1977
7. C'è tutto un mondo intorno – 4:20 (testo: Giancarlo Golzi, Aldo Stellita – musica: Antonella Ruggiero, Piero Cassano, Carlo Marrale) – 1979
8. Aristocratica – 4:55 (testo: Aldo Stellita – musica: Carlo Marrale) – 1984
9. E dirsi ciao – 4:48 (testo: Giancarlo Golzi, Aldo Stellita – musica: Antonella Ruggiero, Piero Cassano, Carlo Marrale) – 1978
10. Matia Bazar con Enzo Jannacci – Elettrochoc – 4:49 (testo: Giancarlo Golzi – musica: Carlo Marrale) – 1983
11. Tu semplicità – 4:16 (testo: Giancarlo Golzi, Aldo Stellita – musica: Antonella Ruggiero, Piero Cassano, Carlo Marrale) – 1978
12. Fantasia – 4:13 (testo: Giancarlo Golzi, Aldo Stellita – musica: Antonella Ruggiero, Carlo Marrale) – 1982

## Formazione
Gruppo
- Antonella Ruggiero - voce solista, percussioni
- Sergio Cossu, Mauro Sabbione - tastiere
- Piero Cassano - tastiere, voce, chitarra
- Carlo Marrale - chitarre, voce
- Aldo Stellita - basso
- Giancarlo Golzi - batteria, percussioni